# 신언준

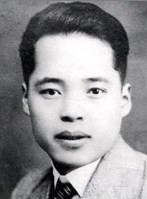
신언준

신언준(申彦俊, 1904년 11월 8일 ~ 1938년 1월 20일)은 한국의 독립 운동가이다. 천도교 신자로 도호는 은암(隱菴)이다.

## 생애
평안남도 평원군 출생이다. 평안북도 정주시의 오산학교를 졸업하고 1920년대 초반 상하이로 유학했다.
그는 대학 재학 중 상해청년동맹회를 발기해 설립하면서 대한민국 임시정부 계열에서 독립 운동을 시작했다. 상해청년동맹회는 김상덕, 엄항섭, 윤소야 등이 참여한 단체이다.
안창호의 흥사단 간부를 지내며 안창호가 1927년 중국 각지를 돌며 외교적인 노력을 벌일 때는 그를 보좌하였고, 상하이에 망명한 독립 운동가들의 자녀 교육을 위해 여운형이 설립한 인성학교의 학감을 맡기도 했다. 이후 상하이와 난징에 머물면서 《동아일보》 특파원을 지내다가 35세의 나이에 병사했다.
신언준이 중국에서 기자로 근무하며 외부 기고를 병행하여 언론 활동을 하던 1920년대 중반부터 약 10년 동안은 일본이 만보산 사건 등으로 중국인과 한국인 사이를 이간질하기 위한 많은 노력을 기울이던 때였다. 그는 중국 문제를 한국에 바로 알리고 중국 내에서도 한국 독립에 대한 목소리를 높이는 데 기여했다.
폐결핵이 악화되어 귀국한 뒤 1938년 35세의 나이로 사망했고, 1987년 건국훈장 독립장을 추서 받았다.
주체사상 비판으로 유명한 철학자 신일철이 그의 아들이다.

## 참고자료
- 대한민국 국가보훈처, 이 달의 독립 운동가 상세자료 - 신언준, 1997년 보관됨 2016-03-04 - 웨이백 머신
- 성주현, 천도교 인물열전 ① - 은암 신언준(隱菴 申彦俊) (천도교 《신인간》, 2004년 1월호){{
- 네이버 캐스트 : 오늘의 인물 - 신언준[깨진 링크]
- 신언준 - 한국학중앙연구원